# Lamar Odom
Lamar Joseph Odom (New York, 6 november 1979) is een Amerikaanse voormalig basketballer die speelde in de NBA voor de Los Angeles Lakers.

## Clubbasketbal
Odom werd in 1999 gedraft door de Los Angeles Clippers. In zijn eerste seizoen scoorde hij gemiddeld 16,6 punten en maakte gemiddeld 7,8 rebounds per wedstrijd. In 2003 vertrok Odom naar de Miami Heat. Maar na één seizoen werd Odom samen met Caron Butler en Brian Grant geruild voor Shaquille O'Neal van de Los Angeles Lakers. Met de Lakers won Odom twee keer de titel en in 2011 won hij de prijs Sixth man of the year. Voor de start van het seizoen 2011-2012 werd Odom naar de Dallas Mavericks geruild door de Lakers. In juni 2012 kwam hij, als gedeelte van een overeenkomst tussen vier teams, terug in dienst van de Los Angeles Clippers.

## Nationaal team
Odom speelde met het Amerikaans basketbalteam op de Olympische Spelen in 2004 en won daar met de ploeg brons. In 2010 speelde Odom met het nationaal team mee op het wereldkampioenschap basketbal 2010 waar in de finale gewonnen werd van Turkije.

## Privé
Odom trouwde in 2009 met Khloé Kardashian. Eind 2013 vroeg Kardashian de scheiding aan. Op 14 oktober 2015 werd Odom bewusteloos aangetroffen in een bordeel in Nevada. Enkele dagen later werd er tijdens het onderzoek in het ziekenhuis in Pahrump cocaïne aangetroffen in zijn longen. Ook werd er opium en viagra in zijn lichaam aangetroffen.